# Chrysops dissectus
Chrysops dissectus är en tvåvingeart som beskrevs av Friedrich Hermann Loew 1858. Chrysops dissectus ingår i släktet Chrysops och familjen bromsar. Inga underarter finns listade i Catalogue of Life.